# Пустий Градець
Пустий Градець (словен. Pusti Gradec) — поселення в общині Чрномель, Південно-Східна Словенія, Словенія. Висота над рівнем моря: 161,8 м.